# 一橋大学大学院社会学研究科・社会学部
一橋大学大学院社会学研究科（ひとつばしだいがくだいがくいんしゃかいがくけんきゅうか、英: Graduate School of Social Sciences）は、一橋大学に設置される大学院研究科のひとつである。
また、一橋大学社会学部（ひとつばしだいがくしゃかいがくぶ、英: Faculty of Social Sciences）は、一橋大学に設置される学部のひとつである。
大学院社会学研究科及び社会学部は一体となって運営されているため、本記事で併せて解説する。

## 概要
一橋大学大学院社会学研究科・社会学部は、一橋大学に設置される大学院研究科・学部である。1949年に旧東京商科大学が改組されて一橋大学となり、法学社会学部社会学科が設置された。その後、1951年に法学社会学部が法学部と社会学部とに分離した。
社会学を筆頭とし、哲学、心理学、歴史学、地理学、教育学、法学、政治学、総合政策学、人類学など人文科学・社会科学の幅広い分野の教育・研究を行っている。科学研究費助成事業における採択率が高く、研究者養成における博士号授与数が多い。また学士・修士一貫教育により、学部入学から5年間で大学院まで修了できる5年一貫教育プログラムがある。学部学科の定員は1学年につき235人。
他学部の講義を受講することができる。「社会学部」という名称を冠してはいるが、社会学含む社会科学が総合的に扱われているため、事実上の社会科学部である。
2007年、社会学研究科にフェアレイバー研究教育センター、ジェンダー社会科学研究センター、平和と和解の研究センター、市民社会研究教育センターが設置された。2008年には、平和と和解に関する研究情報のアーカイブ化プロジェクトによって、平和と和解の研究センターが米EMCコーポレーションから世界情報遺産保護プロジェクト賞を授与された。

## 沿革

### 略歴
西洋史学者の上原専禄や、大塚金之助門下のマルクス経済学者の高島善哉らにより、旧制東京商科大学の「社会科学の総合大学」の理念を引き継ぐ学部として構想され、1949年の学制改革で東京商科大学が改組されて新制一橋大学が設立されると、法学社会学部社会学科として実現された。初代社会学科長には高島が就任。1951年に法学社会学部から分離する形で社会学部が成立し、初代社会学部長には上原が就任した。創成期には当初、学部定員は1学年100人とされたが入学者数を絞って学生数は1学年40人から70人程度であった。また、大学院の定員は修士課程10人、博士課程5人とされた。
当初、社会学部門及び、教育学部門、人文部門の3部門が置かれ、社会思想史を上田辰之助及び大塚金之助が担当し、社会科学概論を高島善哉が担当、社会学を福武直、社会哲学を太田可夫、社会政策及び労働問題を山中篤太郎が、政治学を岡義達が担当するなどした。人文部門では歴史学を上原専禄が、地理学を石田龍次郎が、科学思想を杉田元宜が、東洋倫理学を西順蔵が、心理学を南博、英文学を海老池俊治や冨原芳彰が、ドイツ文学を植田敏郎や大畑末吉が、言語学を亀井孝が、ロシア語を金子幸彦が、教育史を鈴木秀勇が、それぞれ担当するなどした。この他、社会学部生は、3分の1以上の単位を他学部の科目の履修により取得し、多様な分野の知識を習得した。
1957年から石田忠が社会学第二を担当。1963年から大陽寺順一が社会政策を担当。1959年から都築忠七が社会思想史を、古賀英三郎が社会科学概論を担当。1960年から増淵龍夫が東洋社会史を担当。1961年から佐々木潤之介が日本社会史を担当。1966年から竹内啓一が社会地理学を担当。1967年から藤原彰が政治史、加藤二郎がドイツ語を担当。1968年から中村喜和がロシア語を担当。
1970年から良知力が社会思想史を、安丸良夫が日本思想史を、津田真澂が労働問題を、藤岡貞彦が教育学を担当。1971年から本田創造がアメリカ社会史を担当。1973年から長島信弘が文化人類学を、岩崎允胤が社会哲学を担当。1976年から田中克彦が社会言語学、恒川邦夫がフランス語を担当。1978年から溝口雄三が東洋思想史を、佐藤毅が社会心理学を担当。1979年から阿部謹也が西洋社会史を、坂内徳明がロシア語を担当。
1980年から油井大三郎がアメリカ社会を担当。1981年から木山英雄が東洋思想史を担当。1983年から田中浩が政治思想史を担当。1984年から田中正司が社会科学古典資料センターを、中内敏夫が教育史を担当。1985年からイルメラ・日地谷・キルシュネライトが日本文学を担当。1986年から内堀基光が文化人類学を担当。1989年から姜徳相が東洋社会史を担当。1990年から糟谷啓介が社会言語学を、永井義雄が社会科学古典資料センターを担当。1993年から田中宏が日本社会を担当。 1995年から渡会勝義が社会科学古典資料センターを担当。

### 年表
- 1949年 - 一橋大学に法学社会学部社会学科が設置され、社会学、教育学、人文の3部門体制となる[1][2]。
- 1951年 - 法学社会学部が法学部と社会学部に分かれる。定員100名[1]。
- 1953年 - 大学院社会学研究科修士課程及び博士課程を設置[1]。
- 1954年 - 社会思想史、社会学第一、社会学第二、社会政策の4講座体制となる[2]。
- 1957年 - 政治学及び政治学史講座開設[2]。
- 1963年 - 社会哲学、社会心理学、社会史の各講座を開設。社会思想史、社会理論、社会問題、社会史、社会文化の5部門に編成[2]。
- 1965年 - 社会倫理学、教育社会学、社会地理学、文芸社会学、比較文化論の各講座を開設[2]。
- 1966年 - 社会人類学講座開設[2]。
- 1967年 - 学生定員を160に拡大[2]。
- 1970年 - 学生定員140[2]。
- 1977年 - 社会学専攻、社会問題・政策専攻、地域社会研究専攻の3専攻体制となる[2]。
- 1980年 - 大講座制を導入し、社会思想、社会学、社会心理学、政治学、教育社会学、社会政策、社会史、社会地理学・人類学の8大講座体制に再編される[2]。
- 1991年 - 学生定員235に拡大[2]。
- 1992年 - 国際社会学大講座を設立[2]。
- 1996年 - スポーツ社会学大講座及び現代地域文化大講座を設立。博士論文指導委員会を設置[2]。
- 1997年 - 社会学研究科に独立専攻の地球社会研究専攻を設置[1]。
- 1999年 - 大学院重点化し、社会動態研究、社会文化研究、人間行動研究、人間・社会形成研究、総合政策研究、歴史社会研究の6講座に再編されるとともに、社会学部社会理論課程、社会問題・政策課程、地域社会研究課程が社会学科に改組される[1][2]。
- 2003年 - くにたち富士見台人間環境キーステーションを設立。
- 2007年 - フェアレイバー研究教育センター、ジェンダー社会科学研究センター、平和と和解の研究センター、市民社会研究教育センターを設置[8][9]。
- 2008年 - 平和と和解の研究センターが、米EMCコーポレーションより世界情報遺産保護プロジェクト賞受賞[13]。

## 組織
参考文献：
- 社会学研究科
  - 総合社会科学専攻
  - 地球社会研究専攻（独立専攻）
  - 研究科内センター
    - ジェンダー社会科学研究センター（2007年開設）
    - 平和と和解の研究センター（2007年4月開設）
    - 科学と社会の未来研究センター（2021年4月開設）

- フェアレイバー研究教育センター（2007年3月開設、2018年3月31日廃止 ※法政大学フェアレイバー研究所に引継ぎ）
- 市民社会研究センター（2007年4月開設、2012年度より「市民社会研究教育センター」から名称変更 ※HPに「過去の研究科内センター」表示（2023年6月時点））

- 事務部

- 社会学部
  - 社会学科
    - 社会動態研究分野
    - 社会文化研究分野
    - 人間行動研究分野
    - 人間・社会形成研究分野
    - 総合政策研究分野
    - 歴史社会研究分野

## 学部長
- 秋山晋吾（2023年-）

## 刊行物
一橋大学大学院社会学研究科は研究成果を発表するため紀要として、以下の冊子を発行している。2009年10月より電子版に重心を置いた新たな刊行形態へと移行した。
- 「一橋社会科学」